# Авдеев, Николай Петрович
Никола́й Петро́вич Авде́ев (1892—1920) — участник севастопольского подполья в годы Гражданской войны.

## Биография
Родился в 1892 году в Симферополе, там же работал корректором. В конце 1917 года его выбрали секретарём симферопольского городского союза печатников и членом президиума Крымского совета профсоюзов. В 1919 году после захвата Крыма белогвардейцами Авдеев вместе с другими товарищами перебрался в Севастополь и активно занялся подпольной борьбой с силами контрреволюции.
После ареста контрразведкой флота ВСЮР и гибели в январе 1920 года Севастопольского подпольного комитета большевиков, которым руководил В. В. Макаров, в городе был создан новый большевистский комитет. Комитет тиражировал и распространял пропагандистскую литературу: прокламации, листовки — продолжал готовиться к вооружённому восстанию. Николай Авдеев работал в военной секции комитета.
В начале марта 1920 года на квартире у портового рабочего Клепина на Корабельной стороне (улица Николаевская, ныне улица К. Либкнехта, 86) прошло совещание лидеров восстания, которое готовилось с участием представителями воинских частей. Но о собрании донесли, и его сорвала белогвардейская контрразведка. Подпольщики попытались скрыться, началась перестрелка. Пятеро из них были задержаны.
В течение следующих нескольких дней контрразведка арестовала ещё 28 человек, среди них был и Авдеев. В ходе следствия арестованных поделили на две части. 9—10 марта первая группа из 10 человек (в том числе и Авдеев) предстала перед военно-полевым судом, который приговорил трёх человек к смертной казни, двоих — к 10 годам каторги, пятеро, из-за отсутствия каких-либо доказательств вины, получили оправдательный приговор. Недовольный мягкостью приговора белогвардейский генерал Слащёв приказал немедленно доставить арестованных к нему в штаб, на станцию Джанкой. 12 марта все подпольщики по приказу Слащёва были расстреляны.
Останки Николая Авдеева после Гражданской войны перезахоронены возле южных ворот на кладбище Коммунаров в Севастополе в братскую могилу. В 1937 году на ней по проекту архитектора М. А. Садовского сооружён памятник 49 коммунарам.
Именем Николая Авдеева в январе 1935 года в Севастополе названа улица (бывшая Базарная).